# Kottarakkara
Kottarakkara – miasto w Indiach, w stanie Kerala. W 2011 roku liczyło 29 788 mieszkańców. Siedziba malankarskiej diecezji Kottarakkara-Punalur.